# C10H16N5O13P3
化学式C10H16N5O13P3（摩尔质量：507.18 g/mol）可能指：
- 三磷酸腺苷（ATP），CAS号：56-65-5
- 脫氧鳥苷三磷酸（dGTP），CAS号：2564-35-4